# Dietes
Dietes es un género de plantas perennes y rizomatosas  perteneciente a la Familia Iridaceae. Comprende solamente 6 especies, 5 de las cuales son originarias de Sudáfrica y una (D. robinsoniana) de la Isla "Lord Howe", entre Australia y Nueva Zelanda. Dietes presenta una estrecha afinidad con el género africano Moraea y con el género Iris, ampliamente distribuido en el hemisferio norte. El  número cromosómico básico es x=10.

## Descripción
Las especies de Dietes presentan flores llamativas, de color blanco, crema o amarillo, con reflejos o manchas oscuras o violetas, son actinomorfas y hermafroditas. El perigonio está compuesto por 6 tépalos libres a menudo con una mancha en su base. Las flores se hallan en inflorescencias escapiformes, simples o ramificadas. Las hojas son lineares o ensiformes, verde oscuras y lateralmente comprimidas. Todas las especies del género tienen importancia ornamental.

## Taxonomía
El género fue descrito por  Salisb. ex Klatt y publicado en Linnaea 34: 583. 1866.

## Especies aceptadas
A continuación se brinda un listado de las especies del género Dietes aceptadas hasta julio de 2014, ordenadas alfabéticamente. Para cada una se indica el nombre binomial seguido del autor, abreviado según las convenciones y usos. 
- Dietes bicolor (Steud.) Sweet ex Klatt (1866) ;
- Dietes butcheriana Gerstner (1943) ;
- Dietes flavida Oberm. (1967) ;
- Dietes grandiflora N.E.Br., J. Linn. Soc. (1928) ;
- Dietes iridioides (L.) Sweet, Hort. Brit. (1830) ;
- Dietes robinsoniana (F.Muell.) Klatt (1882).